# Chaetocauda sichuanensis
Chaetocauda sichuanensis is een zoogdier uit de familie van de slaapmuizen (Gliridae). De wetenschappelijke naam van de soort werd voor het eerst geldig gepubliceerd door Wang in 1985.

## Voorkomen
De soort komt voor in China.